# 아이제이아 파이어브레이스
아이제이아 파이어브레이스(Isaiah Firebrace, 1999년 11월 21일 ~ )는 오스트레일리아의 가수이다. 유로비전 송 콘테스트 2017에서 오스트레일리아 대표로 참가했다.